# Розенхаймские копы
«Розенхаймские копы» (нем. Die Rosenheim-Cops) — немецкий телевизионный сериал канала ZDF в жанре криминальной комедии. Бюджет одной серии оценивался в 425 тысяч евро.

## Специальные выпуски
В марте 2017 года в Зальцбургской земле, Австрия, был снят 90-минутный зимний специальный выпуск. Отель на горнолыжном курорте Понгау в Санкт-Иоганн-им-Понгау служил основным местом действия. В 2019 году в Австрии был снят ещё один 90-минутный зимний спецвыпуск. Бад-Миттерндорф и его окрестности, а также штирийский Зальцкаммергут служили местами съемок вымышленного баварского зимнего спортивного курорта в эпизоде «Кальтер Тод».